# Mohammed Husseini
Mohammed Husseini (Dar es Salaam, 11 gennaio 1995) è un calciatore tanzaniano, difensore del Simba e della Nazionale tanzaniana.

## Caratteristiche tecniche
È un terzino sinistro.

## Carriera

### Club
Nel 2014, dopo aver giocato con il Kagera Sugar, si trasferisce al Simba.

### Nazionale
Ha debuttato in Nazionale il 22 novembre 2015, in Tanzania-Somalia (4-0), gara valida per la Coppa CECAFA 2015.

## Palmarès

### Club

#### Competizioni nazionali
- Campionato di calcio della Tanzania: 2

Simba: 2017-2018, 2018-2019
- Tanzania FA Cup: 1

Simba: 2016-2017